# Абдаллах ібн ас-Саїд Мухаммед Туршайн
Абдалла́х ібн (вад) ас-Саї́д Муха́ммед Турша́йн, Абдаллах ібн-Мухаммед (*1846 (1843), Турдат (Дарфур) — †24 листопада 1899) — один з керівників національно-визвольного руху, сподвижник Махді Суданського, правитель (халіф) Махдістської держави (на території сучасного Судану) в 1885-1898 роках.
Народився в сім'ї мусульманського проповідника із племені тааїша. Наприкінці 1870-х років став учнем Махді Суданського, наприкінці 1881 — на початку 1885 років один із його трьох халіфів — військових та адміністративних помічників, керівників повстання махдістів.
Діяльність Абдаллаха як правителя держави була направлена на організацію боротьби махдістів проти англійських колонізаторів в 1896-1898 роках. Він зміцнив централізовану державу махдістів, ліквідував сепаратизм племінних вождів, створив сильну армію і налагодив виробництво зброї, сприяв економічному розвитку країни. Особливу увагу він надавав своїм землякам — арабам племінного союзу баггара. Успішно відбивав напади англо-єгипетських та абісинських військ. Зазнав поразки в битві під Омдурманом у вересні 1898 року, із залишками своїх військ відступив до Кордофану, очолював партизанський загін. Загинув у бою.